# 2001-2002シーズンのNBA
2001-2002シーズンのNBAは、NBAの56回目のシーズンである。2001年10月30日から始まり、2002年6月12日に全日程が終了した。

## シーズン前

### ドラフト
クワミ・ブラウンが高卒選手としては初めて全体1位指名（ワシントン・ウィザーズの指名）を受けたことが話題となった。
タイソン・チャンドラー(2位)、パウ・ガソル(3位)、ジョー・ジョンソン(10位)、ザック・ランドルフ(19位)、ジェラルド・ウォーレス(25位)、トニー・パーカー(28位)、ギルバート・アリーナス(31位)、メメット・オカー(38位)ら8人のオールスターを輩出した他、エディー・カリー(4位)、ジェイソン・リチャードソン(5位)、シェーン・バティエ(6位)、エディー・グリフィン(7位)、サガナ・ジョップ(8位)、ウラジミール・ラドマノビッチ(12位)、リチャード・ジェファーソン(13位)、トロイ・マーフィー(14位)、スティーブン・ハンター(15位)、マイケル・ブラッドリー(17位)、ジェイソン・コリンズ(18位)、ブレンダン・ヘイウッド(20位)、 サミュエル・ダレンベア(26位)、ジャマール・ティンズリー(27位)、トレントン・ハッセル(30位)、ブライアン・スカラブリニ(34位)、アール・ワトソン(40位)、ボビー・シモンズ(42位)、ローレン・ウッズ(46位)、ジャロン・コリンズ(53位)などがNBA入りを果たした。
また、ドラフト外選手にはカルロス・アローヨ、チャーリー・ベル、モーリス・エバンス、ウォルテル・エルマン、ジャマリオ・ムーン、アンドレス・ノシオニ、マイク・ウィルクスなどの選手がいる。
　詳細は2001年のNBAドラフトを参照

### 主な移籍
| チーム                   | 獲得（移籍元）                                                  | 放出（移籍先）                                                                                      |
| ------------------------ | --------------------------------------------------------------- | --------------------------------------------------------------------------------------------------- |
| メンフィス・グリズリーズ | ジェイソン・ウィリアムス (SAC) パウ・ガソル (ATL・新人)         | マイク・ビビー (SAC) シャリーフ・アブドゥル＝ラヒーム (ATL)                                         |
| ワシントン・ウィザーズ   | マイケル・ジョーダン (現役復帰)                                 | |
| ニュージャージー・ネッツ | ジェイソン・キッド (PHO)                                        | ステフォン・マーブリー (PHO)                                                                        |
| マイアミ・ヒート         |                                                                 | ティム・ハーダウェイ (DAL) アンソニー・メイソン (MIL) ダン・マーリー (PHO) ブルース・ボウエン (SAS) |
| サンアントニオ・スパーズ | ブルース・ボウエン (MIA) スティーブ・スミス (POR)               | デレック・アンダーソン (POR)                                                                        |
| シカゴ・ブルズ           | タイソン・チャンドラー (LAC・新人) チャールズ・オークリー (TOR) | エルトン・ブランド (LAC)                                                                            |
| トロント・ラプターズ     | アキーム・オラジュワン (HOU)                                    | チャールズ・オークリー (CHI)                                                                        |
| フィラデルフィア・76ers  | デリック・コールマン (CHH)                                      | タイロン・ヒル (CLE)                                                                                |
| オーランド・マジック     | パトリック・ユーイング (SEA) ホーレス・グラント (LAL・後に引退) | |
| デトロイト・ピストンズ   | クリフォード・ロビンソン (PHO)                                  | |

- 1998年にシカゴ・ブルズから現役引退し、その後ワシントン・ウィザーズのフロント職に就いていたマイケル・ジョーダンが、不振が続くチームを救うべく2度目の現役復帰を果たす。
- 最も大きく動いたのは本拠地を移転したメンフィス・グリズリーズで、中心選手だったシャリーフ・アブドゥル＝ラヒームやマイク・ビビーを放出し、ジェイソン・ウィリアムスやルーキーのパウ・ガソルを獲得。
- 前季に妻への暴行事件を起こし批判を浴びたフェニックス・サンズ所属のジェイソン・キッドはトレードに出され、ステフォン・マーブリーとの交換でニュージャージー・ネッツに移籍した。
- ヒューストン・ロケッツのフランチャイズプレイヤー、アキーム・オラジュワンが在籍18年目にしてトレードに出される。
- マイアミ・ヒートはティム・ハーダウェイを始めとする中心選手を次々と放出。
- シカゴ・ブルズは再建の柱として期待されていたエルトン・ブランドを高卒ルーキーのタイソン・チャンドラーらとの交換でロサンゼルス・クリッパーズにトレードした。

### その他
- カナダのブリティッシュコロンビア州バンクーバー市に本拠地を置くグリズリーズが、アメリカのテネシー州メンフィス市に本拠地を移し、チーム名をメンフィス・グリズリーズに改称した。
- NBAの試合内容を大きく変えるルール改正が行われる。NBA独自のルールであったイリーガルディフェンスが廃止され、ゾーンディフェンスが解禁された。

## レギュラーシーズン

### オールスター
- 開催日：2月10日
- 開催地：ペンシルベニア州フィラデルフィア
- オールスターゲーム　ウエスト 135－120 イースト MVP：コービー・ブライアント　（ロサンゼルス・レイカーズ）

※MVPを受賞したコービー・ブライアントは地元フィラデルフィア出身であったにもかかわらず、前季のファイナルでレイカーズが地元チーム76ersを破っているため、会場からブーイングを受けた。
- ルーキーチャレンジ　ルーキー 103－97 ソフォモア　MVP：ジェイソン・リチャードソン　（ゴールデンステート・ウォリアーズ）
- ダンクコンテスト優勝：ジェイソン・リチャードソン　（ゴールデンステート・ウォリアーズ）
- スリーポイントコンテスト優勝：ペジャ・ストヤコヴィッチ　（サクラメント・キングス）

### シーズン中の移籍
- ダラス・マーベリックスとデンバー・ナゲッツの間でトレードが行われ、マーベリックスはニック・ヴァン・エクセル、リーフ・ラフレンツらを、ナゲッツはジュワン・ハワード、ティム・ハーダウェイらを獲得した。
- シカゴ・ブルズとインディアナ・ペイサーズの間でトレードが行われ、ブルズはジェイレン・ローズらを、ペイサーズはロン・アーテスト、ブラッド・ミラーらを獲得。
- ボストン・セルティックスとフェニックス・サンズの間でトレードが行われ、セルティクスはロドニー・ロジャーズらを、サンズはジョー・ジョンソンらを獲得した。
- ゴールデンステート・ウォリアーズのマーク・ジャクソンはミネソタ・ティンバーウルブズに移籍。
- フェニックス・サンズはオーランド・マジック、ロサンゼルス・クリッパーズとの三角トレードでボー・アウトローを獲得。

### その他
- ダラス・マーベリックスのマーク・キューバンオーナーが、審判に向かって暴言を繰り返したとしてNBA史上最高額となる50万ドルの罰金を科せられた。
- ユタ・ジャズ所属のカール・マローンが34000得点を達成。

## イースタン・カンファレンス

### アトランティック・ディビジョン
| 順位 | チーム                   | 勝敗  | 得点王（avg）          | リバウンド王（avg） | アシスト王（avg）         | ヘッドコーチ                   |
| ---- | ------------------------ | ----- | ---------------------- | ------------------- | ------------------------- | ------------------------------ |
| 1    | ニュージャージー・ネッツ | 52-30 | K.マーティン（14.9）   | KV.ホーン（7.5）    | J.キッド（9.9）           | B.スコット                     |
| 2    | ボストン・セルティックス | 49-33 | P.ピアース（25.1）     | A.ウォーカー（8.8） | K.アンダーソン（5.3）     | ジム・オブライエン             |
| 3    | オーランド・マジック     | 44-38 | T.マグレディ（25.6）   | T.マグレディ（7.9） | D.アームストロング（5.5） | D.リバース                     |
| 4    | フィラデルフィア・76ers  | 43-39 | A.アイバーソン（31.4） | D.ムトンボ（10.8）  | E.スノウ（6.5）           | L.ブラウン                     |
| 5    | ワシントン・ウィザーズ   | 37-45 | M.ジョーダン（22.9）   | P.ジョーンズ（7.3） | M.ジョーダン（5.2）       | D.コリンズ*                    |
| 6    | マイアミ・ヒート         | 36-46 | E.ジョーンズ（18.3）   | A.モーニング（8.4） | R.ストリックランド（6.1） | P.ライリー                     |
| 7    | ニューヨーク・ニックス   | 30-52 | A.ヒューストン（20.4） | K.トーマス（9.1）   | M.ジャクソン（7.4）       | J.ヴァンガンディ →D.チャイニー |

※(*＝新任のヘッドコーチ　†＝シーズン終了後解任されたヘッドコーチ)
- ネッツがNBAに加入して26年目にして初のデビジョン優勝を果たした。万年ドアマットチームと言われ、前季も26勝に終わったチームに、ジェイソン・キッドが加入しただけで果たされたこの大躍進は、このシーズンの最も大きな事件の一つだった。キッドの加入以外では前季に多発した故障者の復活もチームの躍進を後押しした。またセルティックスも前季を大幅に上回る勝率を収め、6シーズンぶりにプレーオフに復帰した。
- マジックはシーズン前には"完全復活"と言われていたグラント・ヒルがこのシーズンも14試合の出場に留まった。
- 前季イースタンカンファレンスの覇者、76ersはアレン・アイバーソンを始めとする主力選手の故障に悩まされ、大幅に勝率を落とした。
- オフに戦力が大量に流出したヒートは序盤に12連敗を喫し、6シーズンぶりにプレーオフ進出を逃した。
- マイケル・ジョーダンの復帰で話題を集めたウィザーズは、前季よりも大幅に勝ち星を増やしたが、シーズン終盤にジョーダンが故障し、プレーオフには届かなかった。
- ニックスは9シーズンぶりにプレーオフ出場を逃し、デビジョン最下位に沈んだ。

### セントラル・デビジョン
| 順位 | チーム                         | 勝敗  | 得点王（avg）            | リバウンド王（avg）  | アシスト王（avg）       | ヘッドコーチ                        |
| ---- | ------------------------------ | ----- | ------------------------ | -------------------- | ----------------------- | ----------------------------------- |
| 1    | デトロイト・ピストンズ         | 50-32 | J.スタックハウス（21.4） | B.ウォーレス（13.0） | J.スタックハウス（5.3） | Rカーライル*                        |
| 2    | シャーロット・ホーネッツ       | 44-38 | J.マッシュバーン（21.5） | PJ.ブラウン（9.8）   | B.デイビス（8.5）       | P.サイラス                          |
| 3    | トロント・ラプターズ           | 42-40 | V.カーター（24.7）       | A.デイビス（9.6）    | A.ウィリアムス（5.7）   | L.ウィルキンズ                      |
| 4    | インディアナ・ペイサーズ       | 42-40 | J.オニール（19.6）       | J.オニール（10.5）   | J.ティンズリー（8.1）   | I.トーマス                          |
| 5    | ミルウォーキー・バックス       | 41-41 | R.アレン（21.8）         | A.メイソン（7.9）    | S.キャセール（5.7）     | J.カール                            |
| 6    | アトランタ・ホークス           | 33-49 | SA.ラヒーム（21.7）      | SA.ラヒーム（9.0）   | J.テリー（5.7）         | R.クルーガー                        |
| 7    | クリーブランド・キャバリアーズ | 29-53 | R.マレー（16.6）         | J.ジョーンズ（6.0）  | A.ミラー（10.9）        | J.ルーカス                          |
| 8    | シカゴ・ブルズ                 | 21-61 | J.ローズ（22.1）         | C.オークレー（6.0）  | T.ベスト（4.8）         | T.フロイド→B.ベリー →B.カートライト |

- ネッツ同様に前季32勝に留まったピストンズも50勝をあげる躍進を遂げる。クリフォード・ロビンソンの獲得はチームに得点力とディフェンス力を同時に供給した。
- ホーネッツは得点源のジャマール・マッシュバーンがシーズンの半分を欠場するも、前季とほとんど変わらぬ勝率を維持した。
- ラプターズはシーズン終盤にエースのヴィンス・カーターが故障するも、チームは逆に8連勝してプレーオフに進出した。
- レイ・アレン、グレン・ロビンソン、サム・キャセールらビッグスリーを擁する前季デビジョンの覇者バックスは、後半になると連敗を繰り返し、ついにはプレーオフ出場を逃した。
- ブルズは3シーズン連続デビジョン最下位。

## ウエスタン・カンファレンス

### ミッドウエスト・デビジョン
| 順位 | チーム                       | 勝敗  | 得点王（avg）        | リバウンド王（avg）  | アシスト王（avg）      | ヘッドコーチ       |
| ---- | ---------------------------- | ----- | -------------------- | -------------------- | ---------------------- | ------------------ |
| 1    | サンアントニオ・スパーズ     | 58-24 | T.ダンカン（25.5）   | T.ダンカン（12.7）   | T.パーカー（4.3）      | G.ポポヴィッチ     |
| 2    | ダラス・マーベリックス       | 57-25 | D.ノビツキー（23.4） | D.ノビツキー（9.9）  | S.ナッシュ（7.7）      | D.ネルソン         |
| 3    | ミネソタ・ティンバーウルブズ | 50-32 | K.ガーネット（21.2） | K.ガーネット（12.1） | C.ビラップス（5.5）    | F.サンダース       |
| 4    | ユタ・ジャズ                 | 44-38 | K.マローン（22.4）   | K.マローン（8.6）    | J.ストックトン（8.2）  | J.スローン         |
| 5    | ヒューストン・ロケッツ       | 28-54 | C.モブリー（21.7）   | K.トーマス（7.6）    | S.フランシス（6.4）    | L.トムジャノビッチ |
| 6    | デンバー・ナゲッツ           | 27-55 | J.ハワード（14.6）   | J.ハワード（7.6）    | T.ハーダウェイ （4.1） | Jバズデリック      |
| 7    | メンフィス・グリズリーズ     | 23-59 | P.ガソル（17.6）     | R.ライト（9.4）      | J.ウィリアムス（8.0）  | S.ロウ             |

- ミッドウエスト・デビジョンは前季大躍進を遂げたマーベリックスが1位のスパーズに肉薄した。ジャズはカール・マローンとジョン・ストックトンの力に陰りが見え始め、8シーズンぶりに勝率6割を下回った。
- オラジュワン時代に終わりを告げたロケッツは、エースとして期待されたスティーブ・フランシスが謎の偏頭痛に襲われ25試合欠場。シーズン序盤には15連敗を喫し、大きく負け越した。
- このシーズンプレーオフ復帰が期待されたナゲッツはエースのアントニオ・マクダイスがシーズンの大半を欠場してしまい、前季より大幅に勝率を落とした。
- オフにチームを一新したグリズリーズはマイケル・ディッカーソンがシーズンをほぼ全休したことが響き、4シーズン連続でデビジョン最下位となった。

### パシフィック・デビジョン
| 順位 | チーム                             | 勝敗  | 得点王（avg）          | リバウンド王（avg）     | アシスト王（avg）         | ヘッドコーチ                    |
| ---- | ---------------------------------- | ----- | ---------------------- | ----------------------- | ------------------------- | ------------------------------- |
| 1    | サクラメント・キングス             | 61-21 | C.ウェバー（24.5）     | C.ウェバー（11.1）      | M.ビビー（5.0）           | R.アデルマン                    |
| 2    | ロサンゼルス・レイカーズ           | 58-24 | S.オニール（27.2）     | S.オニール（10.7）      | K.ブライアント（5.5）     | Pジャクソン                     |
| 3    | ポートランド・トレイルブレイザーズ | 49-33 | R.ウォーレス（19.3）   | デイル・デイビス（8.8） | D.スタウダマイアー（6.5） | M.チークス*                     |
| 4    | シアトル・スーパーソニックス       | 45-37 | G.ペイトン（22.1）     | R.ルイス（7.0）         | G.ペイトン（9.0）         | N.マクミラン                    |
| 5    | ロサンゼルス・クリッパーズ         | 39-43 | E.ブランド（18.2）     | E.ブランド（11.56）     | J.マッキニス（6.2）       | A.ジェントリー                  |
| 6    | フェニックス・サンズ               | 36-46 | S.マーブリー（20.4）   | S.マリオン（9.9）       | S.マーブリー（8.1）       | S.スカイルズ →F.ジョンソン      |
| 6    | ゴールデンステート・ウォリアーズ   | 21-61 | A.ジェイミソン（19.7） | D.フォートソン（11.7）  | L.ヒューズ（6.3）         | D.コーウェンス →B.ウィンタース† |

- 前季からブレイザーズに代わる王者レイカーズの新たなライバルとして台頭してきたキングスが、三連覇を目指すレイカーズを抑えて1979年以来となるデビジョン優勝を遂げた。
- ジェイソン・キッドを放出したサンズは大幅に勝率を落とし、1988年以来となるプレーオフ不出場。

## スタッツ

### チームスタッツ
| # | 平均得点トップ3          | 平均得点トップ3 | 平均得点ワースト3        | 平均得点ワースト3 | 平均失点トップ3          | 平均失点トップ3 | 平均失点ワースト3                | 平均失点ワースト3 |
| # | チーム                   | avg             | チーム                   | avg               | チーム                   | avg             | チーム                           | avg               |
| - | ------------------------ | --------------- | ------------------------ | ----------------- | ------------------------ | --------------- | -------------------------------- | ----------------- |
| 1 | ダラス・マーベリックス   | 105.2           | マイアミ・ヒート         | 87.2              | マイアミ・ヒート         | 88.7            | ゴールデンステート・ウォリアーズ | 103.1             |
| 2 | サクラメント・キングス   | 104.6           | シカゴ・ブルズ           | 89.5              | フィラデルフィア・76ers  | 89.4            | ダラス・マーベリックス           | 101.0             |
| 3 | ロサンゼルス・レイカーズ | 101.3           | メンフィス・グリズリーズ | 89.9              | サンアントニオ・スパーズ | 90.5            | オーランド・マジック             | 98.9              |

### 個人スタッツリーダー
| # | 得点                     | 得点 | リバウンド             | リバウンド | アシスト               | アシスト | スティール               | スティール |
| # | 選手名                   | avg  | 選手名                 | avg        | 選手名                 | avg      | 選手名                   | avg        |
| - | ------------------------ | ---- | ---------------------- | ---------- | ---------------------- | -------- | ------------------------ | ---------- |
| 1 | アレン・アイバーソン PHI | 31.4 | ベン・ウォーレス DET   | 13.0       | アンドレ・ミラー CLE   | 10.9     | アレン・アイバーソン PHI | 2.8        |
| 2 | シャキール・オニール LAL | 27.2 | ティム・ダンカン SAS   | 12.7       | ジェイソン・キッド NJN | 9.9      | ロン・アーテスト IND     | 2.6        |
| 3 | ポール・ピアス BOS       | 26.1 | ケビン・ガーネット MIN | 12.1       | ゲイリー・ペイトン MIL | 9.0      | ジェイソン・キッド NJN   | 2.1        |

※アレン・アイバーソンは2年連続3度目の得点王、アンドレ・ミラーは初のアシスト王。ベン・ウォーレスは史上4人目となるリバウンド王、ブロック王の同時獲得。
| # | ブロックショット         | ブロックショット | FG成功率                 | FG成功率 | 3P成功率                     | 3P成功率 | FT成功率                     | FT成功率 |
| # | 選手名                   | avg              | 選手名                   | %        | 選手名                       | %        | 選手名                       | %        |
| - | ------------------------ | ---------------- | ------------------------ | -------- | ---------------------------- | -------- | ---------------------------- | -------- |
| 1 | ベン・ウォーレス DET     | 3.5              | シャキール・オニール LAL | 57.9     | スティーブ・スミス SAS       | 47.1     | レジー・ミラー IND           | 91.1     |
| 2 | リーフ・ラフレンツ DAL   | 2.7              | エルトン・ブランド LAC   | 52.1     | ジョン・バリー DET           | 46.9     | リチャード・ハミルトン WAS   | 89.0     |
| 3 | アロンゾ・モーニング MIA | 2.5              | ドニエル・マーシャル UTA | 51.9     | エリック・パイカウスキー LAC | 46.6     | ダレル・アームストロング ORL | 88.8     |

## 個人タイトル
- 最優秀選手：ティム・ダンカン　（サンアントニオ・スパーズ）　※初受賞
- ルーキー・オブ・ザ・イヤー：パウ・ガソル　（メンフィス・グリズリーズ）
- 最優秀守備選手賞：ベン・ウォーレス　（デトロイト・ピストンズ）
- シックスマン賞：コーリス・ウィリアムソン　（デトロイト・ピストンズ）
- MIP：ギルバート・アリナス　（インディアナ・ペイサーズ）
- 最優秀コーチ賞：リック・カーライル　（デトロイト・ピストンズ）
- エグゼクティブ・オブ・ザ・イヤー：ロッド・ソーン　（ニュージャージー・ネッツ）
- オールNBAチーム

|   | ファーストチーム           | セカンドチーム           | サードチーム               |
| - | -------------------------- | ------------------------ | -------------------------- |
| F | トレイシー・マグレディ ORL | ダーク・ノヴィツキー DAL | ジャーメイン・オニール IND |
| F | ティム・ダンカン SAS       | クリス・ウェバー SAC     | ベン・ウォーレス DET       |
| C | シャキール・オニール LAL   | ケビン・ガーネット MIN   | ディケンベ・ムトンボ PHI   |
| G | コービー・ブライアント LAL | アレン・アイバーソン PHI | ポール・ピアス BOS         |
| G | ジェイソン・キッド NJN     | ゲイリー・ペイトン MIL   | スティーブ・ナッシュ DAL   |

※トレイシー・マグレディは初の1stチーム入り。ベン・ウォーレス、ポール・ピアスジャーメイン・オニール、スティーブ・ナッシュは初のオールNBAチーム入り。
- オールディフェンシブチーム

|   | ファーストチーム       | セカンドチーム               |
| - | ---------------------- | ---------------------------- |
| F | ティム・ダンカン SAS   | ブルース・ボウエン SAS       |
| F | ケビン・ガーネット MIN | クリフォード・ロビンソン DET |
| C | ベン・ウォーレス DET   | ディケンベ・ムトンボ PHI     |
| G | ジェイソン・キッド NJN | コービー・ブライアント LAL   |
| G | ゲイリー・ペイトン MIL | ダグ・クリスティ SAC         |

※ベン・ウォーレスは初のディフェンスチーム入りで1stチームに名を連ねた。
- オールルーキーチーム

| ファーストチーム               | セカンドチーム                     |
| ------------------------------ | ---------------------------------- |
| シェーン・バティエ MEM         | ウラジミール・ラドマノヴィッチ SEA |
| アンドレイ・キリレンコ UTA     | ジョー・ジョンソン PHO             |
| パウ・ガソル MEM               | エディ・グリフィン HOU             |
| ジェイソン・リチャードソン GSW | ゼリコ・レブラッカ DET             |
| トニー・パーカー SAS           | ジャマール・ティンズリー IND       |
|                                | リチャード・ジェファーソン NJN     |

## プレーオフ
このプレーオフが1回戦5戦3勝制で行われた最後のシーズンである。

### イースタン・カンファレンス
|  | ファーストラウンド | ファーストラウンド       | ファーストラウンド |                |   | カンファレンスセミファイナル | カンファレンスセミファイナル | カンファレンスセミファイナル |  |  | カンファレンスファイナル | カンファレンスファイナル | カンファレンスファイナル |  |
|  |                    |                          |                    |                |   |                              |                              |                              |  |  |                          |                          |                          |  |
|  | 1                  | ニュージャージー・ネッツ | 3                  |                |   |                              |                              |                              |  |  |                          |                          |                          |  |
|  | 1                  | ニュージャージー・ネッツ | 3                  |                |   |                              |                              |                              |  |  |                          |                          |                          |  |
|  | 8                  | インディアナ・ペイサーズ | 2                  |                |   |                              |                              |                              |  |  |                          |                          |                          |  |
|  | 8                  | インディアナ・ペイサーズ | 2                  |                | 1 | ネッツ                       | 4                            |                              |  |  |                          |                          |                          |  |
|  |                    |                          |                    |                | 1 | ネッツ                       | 4                            |                              |  |  |                          |                          |                          |  |
|  |                    |                          | 4                  | ホーネッツ     | 1 |                              |                              |                              |  |  |                          |                          |                          |  |
|  | 5                  | オーランド・マジック     | 4                  | ホーネッツ     | 1 | 1                            |                              |                              |  |  |                          |                          |                          |  |
|  | 5                  | オーランド・マジック     |                    |                |   |                              |                              |                              |  |  |                          |                          |                          |  |
|  | 4                  | シャーロット・ホーネッツ | 3                  |                |   |                              |                              |                              |  |  |                          |                          |                          |  |
|  | 4                  | シャーロット・ホーネッツ | 3                  |                | 1 | ネッツ                       | 4                            |                              |  |  |                          |                          |                          |  |
|  |                    |                          |                    |                |   |                              |                              |                              |  |  |                          |                          |                          |  |
|  |                    |                          | 3                  | セルティックス | 2 |                              |                              |                              |  |  |                          |                          |                          |  |
|  | 3                  | ボストン・セルティックス | 3                  | セルティックス | 2 | 3                            |                              |                              |  |  |                          |                          |                          |  |
|  | 3                  | ボストン・セルティックス |                    |                |   |                              |                              |                              |  |  |                          |                          |                          |  |
|  | 6                  | フィラデルフィア・76ers  | 2                  |                |   |                              |                              |                              |  |  |                          |                          |                          |  |
|  | 6                  | フィラデルフィア・76ers  | 2                  |                | 3 | セルティックス               | 4                            |                              |  |  |                          |                          |                          |  |
|  |                    |                          |                    |                | 3 | セルティックス               | 4                            |                              |  |  |                          |                          |                          |  |
|  |                    |                          | 2                  | ピストンズ     | 1 |                              |                              |                              |  |  |                          |                          |                          |  |
|  | 7                  | トロント・ラプターズ     | 2                  | ピストンズ     | 1 | 2                            |                              |                              |  |  |                          |                          |                          |  |
|  | 7                  | トロント・ラプターズ     |                    |                |   |                              |                              |                              |  |  |                          |                          |                          |  |
|  | 2                  | デトロイト・ピストンズ   | 3                  |                |   |                              |                              |                              |  |  |                          |                          |                          |  |

- イースタン1回戦は3ブロックが第5戦までもつれ込んだ。第1シード対第8シードのネッツ対ペイサーズは、第5戦がダブルオーバータイムまで戦うという接戦だった。オーバータイム、ダブルオーバータイムといずれもペイサーズのレジー・ミラーが放つ同点ショットによる結果であった。ラプターズもエースヴィンス・カーターを欠きながらの健闘だった。
- このシーズン大躍進を果たしたネッツはプレーオフも勝ち進み、NBA加入26年目にして初のカンファレンス決勝進出を果たした。
- ラリー・バードが引退して以来、初めて1回戦を突破したセルティックスは、カンファレンス準決勝も第1戦は落としたもののその後4連勝してピストンズを降し、14年ぶりにカンファレンス決勝に進出した。
- 急成長を遂げたチーム同士の戦いとなったカンファレンス決勝は、第3戦でセルティックスが第4Qで21点ビハインドをひっくり返すという大逆転劇を演じて2勝1敗とリードするも、その後ネッツが3連勝しシリーズを制した。前季僅か26勝に終わったネッツが、チーム史上初のファイナルに進出した。

### ウエスタン・カンファレンス
|  | ファーストラウンド | ファーストラウンド                 | ファーストラウンド |                |   | カンファレンスセミファイナル | カンファレンスセミファイナル | カンファレンスセミファイナル |  |  | カンファレンスファイナル | カンファレンスファイナル | カンファレンスファイナル |  |
|  |                    |                                    |                    |                |   |                              |                              |                              |  |  |                          |                          |                          |  |
|  | 1                  | サクラメント・キングス             | 3                  |                |   |                              |                              |                              |  |  |                          |                          |                          |  |
|  | 1                  | サクラメント・キングス             | 3                  |                |   |                              |                              |                              |  |  |                          |                          |                          |  |
|  | 8                  | ユタ・ジャズ                       | 1                  |                |   |                              |                              |                              |  |  |                          |                          |                          |  |
|  | 8                  | ユタ・ジャズ                       | 1                  |                | 1 | キングス                     | 4                            |                              |  |  |                          |                          |                          |  |
|  |                    |                                    |                    |                | 1 | キングス                     | 4                            |                              |  |  |                          |                          |                          |  |
|  |                    |                                    | 4                  | マーベリックス | 1 |                              |                              |                              |  |  |                          |                          |                          |  |
|  | 5                  | ミネソタ・ティンバーウルブズ       | 4                  | マーベリックス | 1 | 0                            |                              |                              |  |  |                          |                          |                          |  |
|  | 5                  | ミネソタ・ティンバーウルブズ       |                    |                |   |                              |                              |                              |  |  |                          |                          |                          |  |
|  | 4                  | ダラス・マーベリックス             | 3                  |                |   |                              |                              |                              |  |  |                          |                          |                          |  |
|  | 4                  | ダラス・マーベリックス             | 3                  |                | 1 | キングス                     | 3                            |                              |  |  |                          |                          |                          |  |
|  |                    |                                    |                    |                |   |                              |                              |                              |  |  |                          |                          |                          |  |
|  |                    |                                    | 3                  | レイカーズ     | 4 |                              |                              |                              |  |  |                          |                          |                          |  |
|  | 3                  | ロサンゼルス・レイカーズ           | 3                  | レイカーズ     | 4 | 3                            |                              |                              |  |  |                          |                          |                          |  |
|  | 3                  | ロサンゼルス・レイカーズ           |                    |                |   |                              |                              |                              |  |  |                          |                          |                          |  |
|  | 6                  | ポートランド・トレイルブレイザーズ | 0                  |                |   |                              |                              |                              |  |  |                          |                          |                          |  |
|  | 6                  | ポートランド・トレイルブレイザーズ | 0                  |                | 3 | レイカーズ                   | 4                            |                              |  |  |                          |                          |                          |  |
|  |                    |                                    |                    |                | 3 | レイカーズ                   | 4                            |                              |  |  |                          |                          |                          |  |
|  |                    |                                    | 2                  | スパーズ       | 1 |                              |                              |                              |  |  |                          |                          |                          |  |
|  | 7                  | シアトル・スーパーソニックス       | 2                  | スパーズ       | 1 | 2                            |                              |                              |  |  |                          |                          |                          |  |
|  | 7                  | シアトル・スーパーソニックス       |                    |                |   |                              |                              |                              |  |  |                          |                          |                          |  |
|  | 2                  | サンアントニオ・スパーズ           | 3                  |                |   |                              |                              |                              |  |  |                          |                          |                          |  |

- スパーズ対スーパーソニックスは第4戦をスパーズのティム・ダンカンが身内の不幸で欠場したこともあり、ウエスタン1回戦では唯一第5戦まで戦った。
- キングス対マーベリックスは第4戦でキングスのマイク・ビビーがオーバータイムへ導く同点シュートと、試合を決める決勝シュートを決める強心臓振りを発揮した。シリーズはキングスが制し、20年ぶりにカンファレンス決勝に進出した。シーズン1試合平均得点1位と2位を誇るチーム同士であるため、第1戦のマーベリックスを除く全試合で両チームとも100得点以上を記録するハイスコアゲームが展開された。
- 前季カンファレンス決勝の同カードとなったレイカーズ対スパーズのシリーズは、スパーズが故障でデビッド・ロビンソンを失ったこともあり、レイカーズがスパーズを降してカンファレンス決勝に駒を進めた。このシーズンのプレーオフカンファレンス準決勝は、全シリーズが第5戦で勝敗を決した。
- 『事実上のファイナル』と呼ばれたキングス対レイカーズのカンファレンス決勝は、第4戦で"ビッグショット・ロブ"ことレイカーズのロバート・オーリーがチームを逆転勝利に導くブザービーターを沈めると、第5戦ではキングスのマイク・ビビーが残り8秒からキングスの勝利を決定付けた逆転レイアップショットを決めた。3勝2敗のキングスリードで迎えた第6戦は接戦の末にレイカーズがものにし、シリーズの行方は第7戦に委ねられた。第7戦も互いに死力を尽くした激戦となり、第4Q終了間際にまたもやキングスのマイク・ビビーがオーバータイムへと導くフリースロー2本を決めて100-100の同点とした。しかしキングスはオーバータイムで力尽き、死闘を制したレイカーズが三連覇を目指してファイナルへと駒を進めた。キングスはエースシューターのペジャ・ストヤコヴィッチがシリーズ4試合を欠場したことが悔やまれた。劇的な結末の多い好シリーズとなったウエスタン・カンファレンス決勝だが、後日になって審判の不正ジャッジ疑惑が持ち上がり、両者とも死力を尽くしたこのシリーズが汚されることとなる。

### 疑惑の第6戦
ウエスタン・カンファレンス決勝はレイカーズの勝利で終わったが、その後レイカーズがシリーズをタイに戻した第6戦に疑惑が持たれた。それは「シリーズを第7戦までもつれさせるために、審判がレイカーズに有利な笛を吹いた」というものであった。この試合でキングスの総フリースロー試打数25本に対し、レイカーズは40本だった。協会はこの疑惑について公式に見解を述べることはなかったが、この第6戦でも審判を務め、2007年に不正賭博疑惑が発覚したティム・ドナヒー元審判員が、連邦捜査局の取調べの中で、「2002-03シーズンのプレーオフで王手をかけたチームに対し、ファウルコールを不当にすることで第7戦まで持ち込ませようとした」ことを告白した。どのシリーズかは明言されていないが、このプレーオフで第7戦まであったのはキングス対レイカーズのシリーズだけである。ドナヒーはさらに2004-05シーズンでも同様に「0勝2敗と劣勢だったチームが第7戦までもつれ込んだ末に勝利したシリーズ」に関しても関与していることを明らかにしている。

## ファイナル
第1戦
| 6月5日 |

| BoxScore |

| ネッツ 94, レイカーズ 99                       |  |                                                                          |
| Pts: キッド 23 Rebs: キッド 10 Asts: キッド 10 |  | Pts: オニール 36 Rebs: オニール 16 Asts: ブライアント 6 Bloks:オニール 4 |
| レイカーズ1-0ネッツ                            |  |                                                                          |

第2戦
| 6月7日 |

| BoxScore |

| ネッツ 83, レイカーズ 106                                   |  |                                                                      |
| Pts: キトルズ 23 Rebs: キッド 9 Asts: キッド 7 TOs:キッド 5 |  | Pts: オニール 40 Rebs: オニール 12 Asts: オニール 8 Bloks:オーリー 3 |
| レイカーズ1-0ネッツ                                         |  |                                                                      |

第3戦
| 6月9日 |

| BoxScore |

| レイカーズ 106, ネッツ 103                                                    |  |                                                                     |
| Pts: ブライアント 36 Rebs: オニール 11 Asts: フィッシャー 6 Blocks:オニール 4 |  | Pts: キッド 30 Rebs: キッド; キース・バン・ホーン 5 Asts: キッド 10 |
| レイカーズ3-0ネッツ                                                           |  |                                                                     |

第4戦
| 6月12日 |

| BoxScore |

| レイカーズ 113, ネッツ 107                              |  |                                                        |
| Pts: オニール 34 Rebs: オニール 10 Asts: ブライアント 8 |  | Pts: マーティン 35 Rebs: マーティン 11 Asts: キッド 12 |
| レイカーズ4-0ネッツ                                     |  |                                                        |

レイカーズが圧倒的な力の差を見せ付けて、4戦全勝でネッツを降した。ファイナルがスイープで決したのは1994-95シーズンのヒューストン・ロケッツ対オーランド・マジックのシリーズ以来である。この時ロケッツのアキーム・オラジュワンの前に手も足も出ずにスイープ負けの屈辱を味わったシャキール・オニールは、7年を経た同じ舞台でネッツのインサイド陣を一蹴。全試合で30得点10リバウンド以上を達成し、シリーズ平均36.3得点12.3リバウンドを記録してファイナルMVPを獲得した。コービー・ブライアントも第3戦ではチームハイの36得点を叩き出し、シリーズ平均26.8得点5.3アシストを記録した。
レイカーズはこれで1999-00シーズンから続く三連覇を成し遂げ、1960年代のボストン・セルティックス、1990年代のシカゴ・ブルズに続く史上3チーム目となる偉業を達成した。ファイナルMVPを獲得したオニールはこれで3度目の受賞であり、これはマイケル・ジョーダンの6回に続く2位タイの記録である。ヘッドコーチのフィル・ジャクソンはブルズ時代と合わせて9度目の優勝であり、1960年代のセルティックスを率いた名将レッド・アワーバックの記録と並んだ。またジャクソンにとっては3度目の三連覇でもある。ロバート・オーリーはヒューストン・ロケッツ時代と合わせて5度目の優勝であり、二連覇と三連覇を経験した、デニス・ロッドマンとロン・ハーパーに続く史上3人目の選手となった。
一方、完膚なきまでに叩きのめされたネッツは、ジェイソン・キッドが第1戦でトリプルダブルを達成するなど奮闘したが、最重要課題であったオニール対策を講じることができなかった。唯一一矢報える可能性があった第3戦では第4Q中盤で8点のリードを守っていたが、その後レイカーズの猛反撃を浴びて逆転されてしまった。このシーズン最大のシンデレラチームであったネッツの挑戦は、スイープという苦い記憶と共に終わった。
|                          | 第1戦 | 第2戦 | 第3戦 | 第4戦 | 勝敗 |
| ------------------------ | ----- | ----- | ----- | ----- | ---- |
| ロサンゼルス・レイカーズ | 99    | 106   | 106   | 113   | 4-0  |
| ニュージャージー・ネッツ | 94    | 83    | 103   | 107   | 0-4  |

- ファイナルMVP:シャキール・オニール

ニュージャージー・ネッツ　コーチ：バイロン・スコット

ジェイソン・キッド | 
ケリー・キトルズ | 
ケニオン・マーティン |
キース・バン・ホーン |
トッド・マッカラー |
ルーシャス・ハリス |
リチャード・ジェファーソン |
ジェイソン・コリンズ |
アーロン・ウィリアムス | 
ドニエル・マーシャル |
アンソニー・ジョンソン |
ブライアン・スカラブリニ |

## 引退した主な選手
- アキーム・オラジュワン　（1984-02）　シーズン前にヒューストン・ロケッツからトレードに出され、最後のシーズンをトロント・ラプターズで過ごした。
- パトリック・ユーイング　（1985-02）　2000年にニューヨーク・ニックスから放出されてからは、シアトル・スーパーソニックス、オーランド・マジックを渡り歩き、マジックで選手キャリアに幕を閉じた。
- テリー・ポーター　（1986-02）　王座返り咲きを目指すサンアントニオ・スパーズに1999年から所属したが、ロサンゼルス・レイカーズ三連覇時代の前に優勝の夢は叶わなかった。引退後はコーチ職に転向。
- デル・カリー　（1986-02）
- ジョニー・ニューマン　（1986-02）
- ダン・マーリー　（1988-02）　引退後はコーチ職に転向。俳優業にも挑戦した。
- ミッチ・リッチモンド　（1988-02）　シーズン前にチャンピオンリングを求めてレイカーズに移籍。出場機会はあまり得られず、プレーオフでも2試合のみの出場となったが、ファイナルでは優勝を決めた第4戦で1分だけコートに立つことができた。
- ニック・アンダーソン　（1989-02）
- ムーキー・ブレイロック　（1989-02）
- アイザイア・ライダー　（1993-02）　リーグきっての問題児として知られた。

事実上のラストシーズンとなっている選手
- テレル・ブランドン　（1991-02）　2002-03シーズンを膝の怪我で全休。その後ミネソタ・ティンバーウルブズからアトランタ・ホークスにトレードされたが、1試合もプレイすることなく2004年3月に引退を表明した。